# Thomas Bredsdorff
Thomas Bredsdorff (Silkeborg, 1 de abril de 1937) es un escritor y crítico literario de Dinamarca.
Se doctoró en filosofía en 1976 por la Universidad de Copenhague donde fue profesor de literatura nórdica de 1978 a 2004. Entre otros galardones, recibió el Premio Nórdico de la Academia Sueca en 2015.

## Obra seleccionada
- 1971 Kaos og kaerlighed – en studie i islaendingesagaers livsbillede
- 1979 Til glaeden – om humanisme og humaniora
- 1987 Den bratte forvandling – om digteren Sylvia Plath
- 1991 De sorte huller. Om tilblivelsen af et sprog i PO Enquists forfatterskab
- 2006 Dansk litteratur set fra månen. Om sjaelen i digtningen
- 2011 Ironiens pris
- 2013 Gør hvad du vil – men sig hvad det er. Erindringer